# Les Moutiers-en-Retz
Les Moutiers-en-Retz (bret. Mousteròu-Raez) – miejscowość i gmina we Francji, w regionie Kraj Loary, w departamencie Loara Atlantycka.
Według danych na rok 2010 gminę zamieszkiwało 1316 osób, a gęstość zaludnienia wynosiła 137 osób/km².